# Don Diego (artist)
Diego Javier Fagnani, född 10 december 1972, är en argentinsk-svensk artist och musikproducent inom genren hiphop. Han är mest känd för låtar som "Min Låt", "Vem Kickar", "Malmö City", "Min Far", "Don't Stop" och "När vi ser AP". 
Don Diego har samarbetat med och producerat år andra internationella artister som Latin Grammy-vinnaren Frost El Hombre De Acero ("El Sindicato Argentino Del Hip Hop), Roman El Original, B-Real (från Cypress Hill), J-Ro, DJ Evil-E (från gruppen Ice-T), med flera. svenska populärmusiker som Timbuktu, Petter
och Dogge Doggelito
Don Diego är född i Buenos Aires i  Argentina. Hans familj flydde den dåvarande militärdiktaturen 1977 och kom via Brasilien till Sverige i februari 1978.
Som ung tonåring var han dansare, men introducerades sedan till hiphopmusik och började spela in låtar. 1993 bildade han en rapgrupp, vid namn Latin Flavor, med vilken han uppnådde sin första framgång både som artist och producent då de bland annat vann Rap-SM 1994. Gruppen gick skilda vägar år 1998. Don Diego fortsatte sin karriär som soloartist och började umgås med Dogge Doggelito och de spelade in bland annat in låten "Malmö City"..

## Diskografi

### Singlar
- Latin Flavor – Get Away
- Latin Flavor – Summertime
- South Coast Rap Allstars – Let's all get down
- Don Diego – The Truth, 12" singel
- Ordkrig – Malmö City (med Dogge Doggelito)
- Ordkrig – Malmö city, 12" remix
- Blå Dårar soundtrack – Ljusblåa vindar
- Syndikatet – När vi ser AP
- Don Diego - Gud (singel)
- Don Diego – Min Låt, singel
- Don Diego – Min Låt, 12" singel
- Don Diego – "Mitt Liv", album
- Don Diego – Vem Kickar
- Don Diego – Min Far
- Don Diego – Tankarna, singel
- Don Diego – Don't Stop, singel
- Don Diego – "Arbetarklass", album
- Don Diego – Om ni undrar, singel
- Don Diego - Era Era, singel
- Don Diego – Gangsta Girl, (med Gran Mauri och Jah Knight)
- Dj Amato – Röjer (Syndikatet & Frost)
- World of HipHop – Min Far

## Produktionskrediteringar och samarbeten
- B-Real & Sekreto – Gun Smoke
- Frost – Hip Hop
- Frost - Respeto
- Petter – Verbala käftsmällen
- Daddy Boastin - Sensei
- Doggelito – Malmö City
- Doggelito - Abelizublen
- Doggelito - Kung av Rap
- Doggelito - Tiden stannar inte
- Doggelito - Shunno Bov
- Timbuktu – Karmakontot (Remix)
- Timbuktu – D går runt
- Highwon – 214-127
- Roman el original – El Juego
- Kayler – Graffiti
- Kayler – Du får va du ser
- Adam Kanyama & Toju – Wify
- Sub Fu Dog – No Sleep
- Dj Amato – Röjer (Syndikatet & Frost)
- TreZ feat. Evil-E & Hen Gee – Esta Noche
- J-Ro (Tha Alkaholiks) – Om ni undrar (Flava Remix)
- Buyer – The One